# ماگدا کون
ماگدا کون (مجاری: Magda Kun؛ ‏ ۱۷ فوریهٔ ۱۹۱۲ – ۷ نوامبر ۱۹۴۵) بازیگر اهل مجارستان بود.
از فیلم‌ها یا مجموعه‌های تلویزیونی که وی در آن‌ها نقش داشته است، می‌توان به بهشت همین نزدیکی‌هاست و اتاق دونفره اشاره نمود.